# واهو ستوديوز
واهو ستوديوز، هو ستوديو إنتاج وتطوير ألعاب الفيديو أمريكي مستقل ، تأسس عام 2001 في أوريم يوتا، حيث أنتج عدة ألعاب، ومنها لعبة أكامي فيليدج..